# Équipe d'Égypte masculine de squash
L'équipe d'Égypte masculine de squash représente l'Égypte dans les compétitions internationales de squash et dirigée par la fédération égyptienne de squash.
Depuis 1969, l'Égypte a remporté trois championnats du monde par équipes. Le plus récent titre est acquis lors du championnat du monde 2011.

## Équipe actuelle
- Ali Farag
- Mostafa Asal
- Mazen Hesham
- Karim Abdel Gawad

## Palmarès
| Année                 | Résultat             | Classement           | G                    | P                    |
| --------------------- | -------------------- | -------------------- | -------------------- | -------------------- |
| Melbourne 1967        | Pas de participation | Pas de participation | Pas de participation | Pas de participation |
| Birmingham 1969       | Poules               | 6e                   | 0                    | 5                    |
| Palmerston North 1971 | Poules               | 4e                   | 4                    | 2                    |
| Johannesburg 1973     | Absent               | Absent               | Absent               | Absent               |
| Birmingham 1976       | Poules               | 4e                   | 3                    | 3                    |
| Toronto 1977          | Poules               | 3e                   | 6                    | 1                    |
| Brisbane 1979         | Demi-finale          | 4e                   | 5                    | 3                    |
| Stockholm 1981        | Demi-finale          | 3e                   | 6                    | 1                    |
| Auckland 1983         | Demi-finale          | 4e                   | 6                    | 3                    |
| Le Caire 1985         | Poules               | 5e                   | 5                    | 4                    |
| Londres 1987          | Quart de finale      | 6e                   | 5                    | 3                    |
| Singapour 1989        | Quart de finale      | 5e                   | 4                    | 4                    |
| Helsinki 1991         | Demi-finale          | 4e                   | 1                    | 4                    |
| Karachi 1993          | Poules               | 6e                   | 3                    | 3                    |
| Le Caire 1995         | Demi-finale          | 3e                   | 3                    | 3                    |
| Petaling Jaya 1997    | Demi-finale          | 4e                   | 3                    | 3                    |
| Le Caire 1999         | Champion             | 1er                  | 5                    | 1                    |
| Melbourne 2001        | Finale               | 2e                   | 6                    | 3                    |
| Vienne 2003           | Demi-finale          | 4e                   | 5                    | 2                    |
| Islamabad 2005        | Finale               | 2e                   | 5                    | 1                    |
| Chennai 2007          | Demi-finale          | 4e                   | 5                    | 2                    |
| Odense 2009           | Champion             | 1er                  | 7                    | 0                    |
| Paderborn 2011        | Champion             | 1er                  | 7                    | 0                    |
| Mulhouse 2013         | Finale               | 2e                   | 6                    | 1                    |
| Le Caire 2015         | Annulé               | Annulé               | Annulé               | Annulé               |
| Marseille 2017        | Champion             | 1er                  | 6                    | 0                    |
| Total                 | 23/25                | 4 titres             | 106                  | 59                   |